# Château de Mauvezin

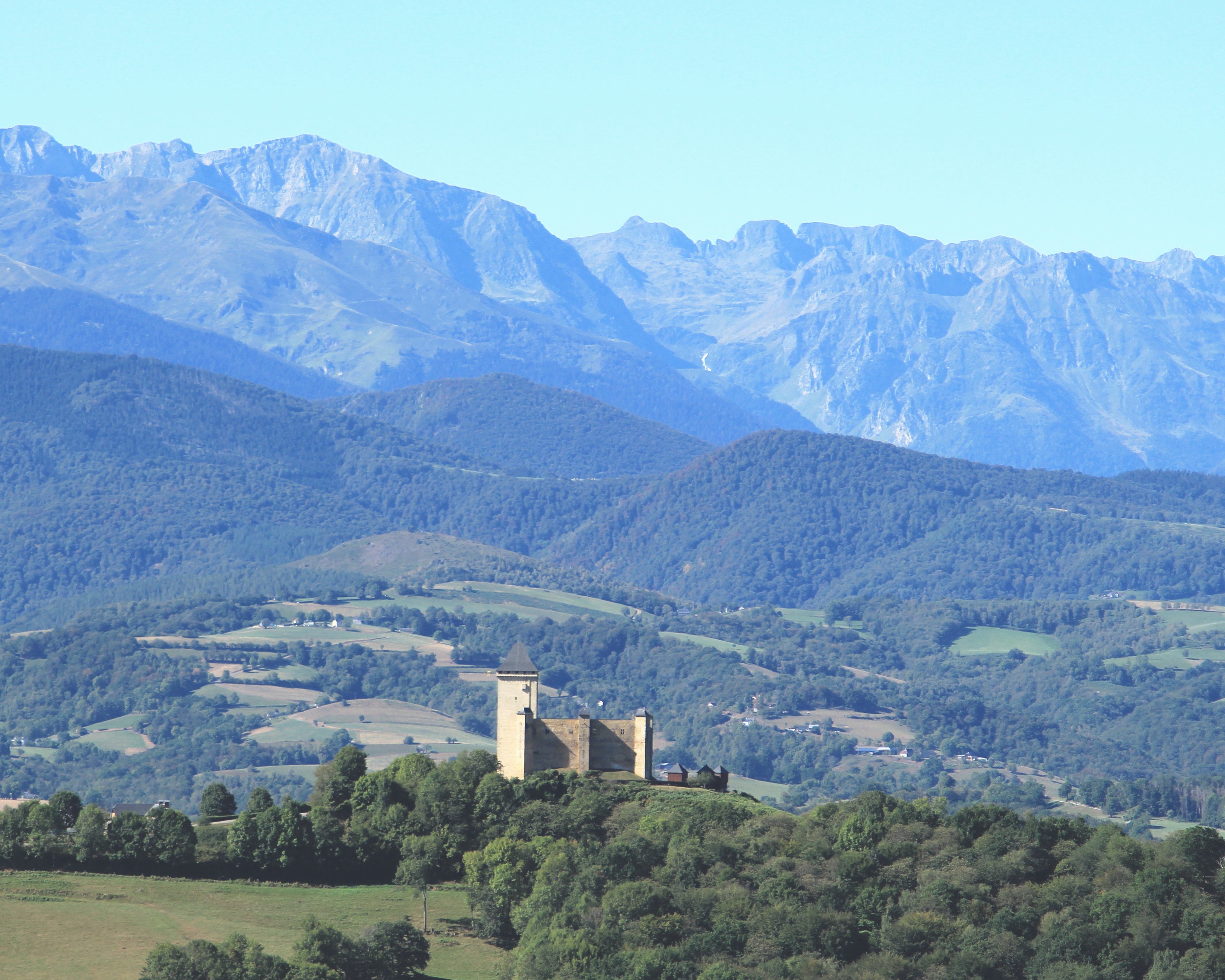
Vue du château.

Le château de Mauvezin est un château d'origine médiévale, situé dans le département français des Hautes-Pyrénées en région Occitanie, sur le territoire de la commune de Mauvezin près de Capvern.

## Histoire
Le site, occupé dès la protohistoire, s'est transformé en castrum au Haut Moyen Âge. Un château fort a été bâti au XIe siècle par les comtes de Bigorre. Il a été reconstruit par Gaston Fébus vers 1380. Il reste dans la famille des Béarn-Foix qui deviennent plus tard rois de Navarre, et ainsi passe à Henri IV.
Il tombe en désuétude après le rattachement de la Bigorre au royaume de France en 1607 ; c'est la fin des châteaux forts à vocation défensive. Il fut démantelé petit à petit, ses pierres servant alors pour d'autres constructions. Pendant qu'il était en ruines, la tradition locale faisait du château un lieu de sabbat pour les sorciers de la région.
Aujourd'hui, le château est en cours de restauration et abrite un musée historique et folklorique du Béarn et de la Bigorre.
Le château et le donjon de Gaston Fébus ont été inscrits monument historique par arrêté du 22 décembre 1941.
Le château de Mauvezin conserve la bibliothèque de l'Escòla Gaston Fèbus.

## Description
Le château de Mauvezin avec son enceinte et son donjon quadrangulaire est un exemple caractéristique de l'architecture militaire méridionale.
Le donjon de trente-sept mètres de hauteur possède des murs de trois mètres cinquante d'épaisseur à la base et de deux mètres au sommet. Ils sont construits, en grande partie, avec des cailloux roulés de l'Arros, mêlés par endroits à des assises de briques. La chaux utilisée provenait des carrières voisines, situées au nord-ouest du château. Les murailles de la forteresse forment un quadrilatère rectangle de trente-cinq mètres de côté sur quinze mètres de haut, consolidées par sept épais contreforts et couronnées par un chemin de ronde de deux mètres de largeur. Les remparts sont surmontés de mâchicoulis.

## Restauration et visites
Le château est entièrement restauré.
Deux salles vidéos présentent l'histoire du château et des restaurations.
Dans le donjon, six salles aménagées reprennent des scènes de la vie quotidienne au Moyen Âge.
Le château est ouvert à la visite libre tous les jours et toute l'année.
Des visites guidées sont proposées tous les jours en juillet et août, et toute l'année sur réservation pour les groupes.
Des journées à thèmes et visites scolaires sont également possibles.
Des spectacles sont organisés tous les dimanches en juillet et août.

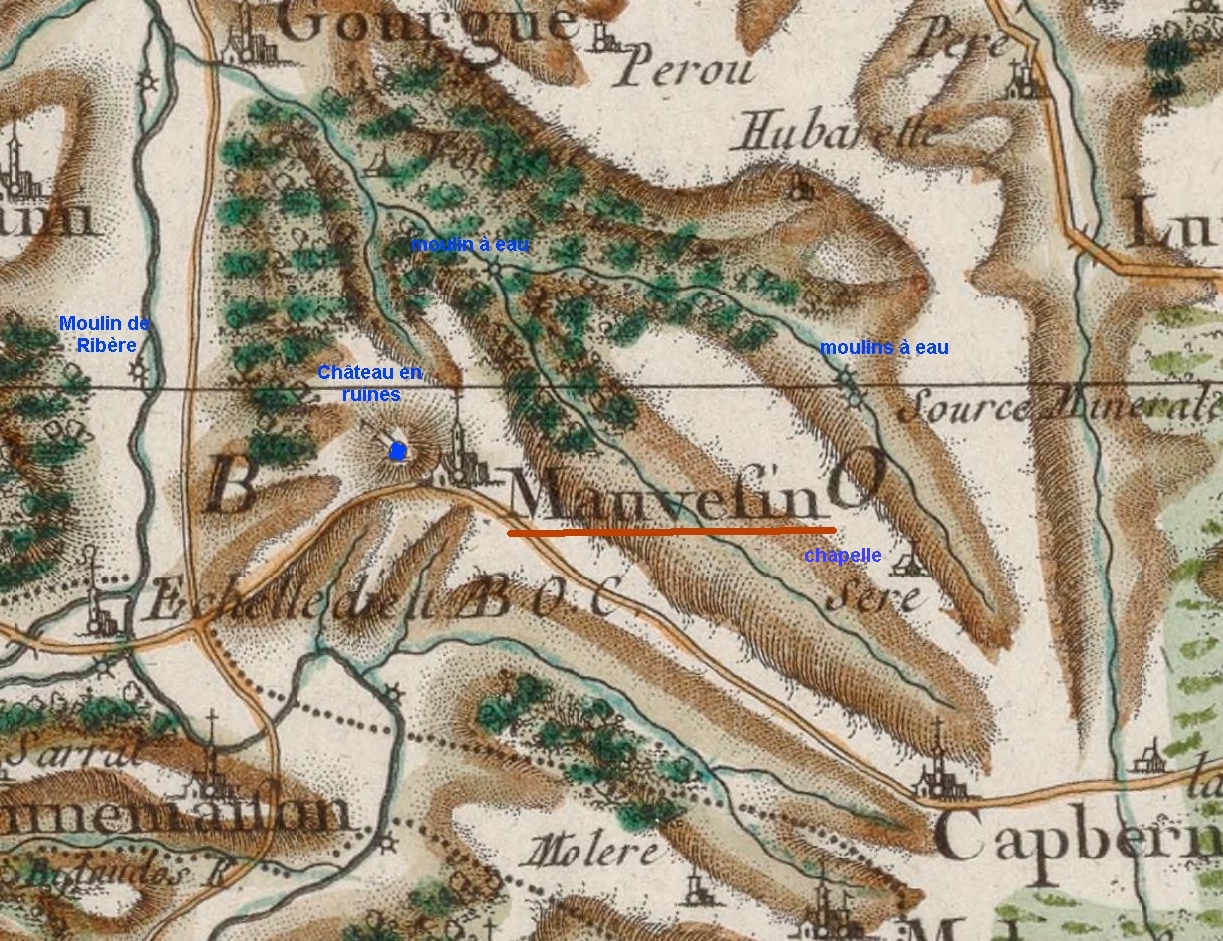
Sur la carte de Cassini du village vers 1750, l'inclinaison du château indique qu'il était déjà en ruines à cette époque.
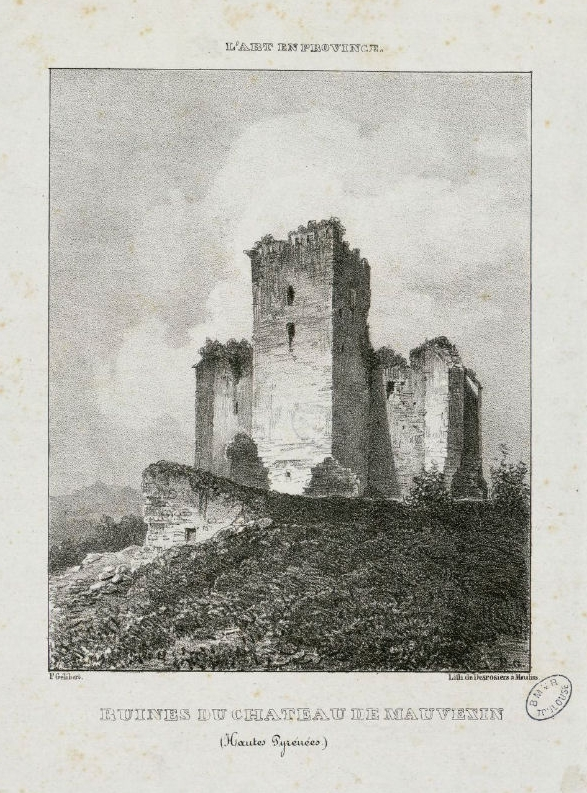
Dessin du château vers 1830 par Paul Gelibert (1802-1882).
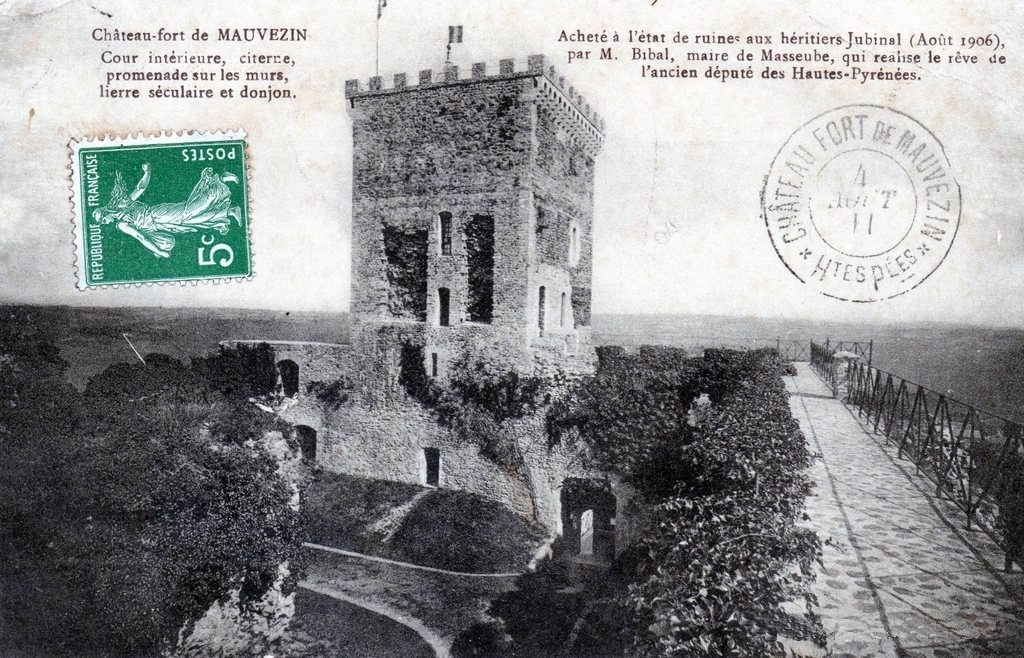
Carte postale du château vers 1910.